# Hijski tjesnac
Hijski tjesnac (tur. Sakız Boğazı) ili Hijski kanal kako ga spominju neki izvori, je relativno uzak tjesnac u istočnom Egejskom moru koji odvaja grčki otok Hij od anatolskog kopna i od turske Egejske regije.

## Geografija
Hijski tjesnac je vodeno tijelo koje odvaja grčki otok Hij od prevlaka duž zapadnog ruba turskog poluotoka Urla-Karaburun-Çeşme. Širok je otprilike 5 km. Na poluotoku se nalaze mnogi veći okrugi i gradovi u pokrajini İzmir, uključujući općinu Çeşme, najzapadniji grad na poluotoku i, prema tome, najbliži Hiju. Çeşme je jedan od sjevernih gradova turske rivijere, a gotovo cijela njegova obala nalazi se duž voda tjesnaca. U mnogim situacijama, kao na fotografiji desno, planine na Hiju i Hijski tjesnac se lako mogu vidjeti iz Turske, i obrnuto duž istočne obale Hija iz naselja kao što je Karfas. Gostoljubivi vodeni uvjeti Hijskog tjesnaca čine ga vrlo čestim odredištem za turizam i plovidbu na grčkoj i turskoj obali.